# Tadeusz Kaniowski
Tadeusz Kaniowski (ur. 4 kwietnia 1921 w Gródku Jagiellońskim, zm. 20 kwietnia 2009 we Wrocławiu) – polski profesor nauk medycznych, radiolog.
Medycynę studiował początkowo (od 1940) we Lwowie, w tamtejszym Instytucie Medycznym. Po wojnie, we wrześniu 1945, trafił w ramach wypędzeń Polaków ze Lwowa do Krakowa, gdzie dokończył studia i na przełomie lat 1945 i 1946 otrzymał dyplom lekarski. W 1946 przyjechał do Wrocławia, gdzie podjął pracę jako młodszy asystent w Klinice Radiologicznej połączonych wówczas jeszcze Uniwersytetu i Politechniki. Wkrótce, w 1948, wezwany został do odbycia obowiązkowej służby wojskowej, którą w stopniu porucznika pełnił jako kierownik pracowni rentgenowskiej w szpitalu Marynarki Wojennej w Oliwie. Do Wrocławia powrócił w 1949 i do 1954 pracował, już w stopniu naukowym doktora, jako starszy asystent w Klinice Radiologicznej tutejszej uczelni medycznej. W kolejnych latach uzyskał stanowisko adiunkta (1954), napisał rozprawę habilitacyjną (1961), a następnie został docentem (1963) w tej klinice. Od roku 1965 pełnił obowiązki kierownika pracowni rentgenowskiej w II Klinice Chirurgicznej Akademii Medycznej, a potem (wskutek reorganizacji w 1971) – dyrektora Instytutu Radiologii i Radioterapii oraz Zakładu Rentgenodiagnostyki tego Instytutu.
Pełnił funkcję prodziekana (1971–1972) i dziekana (1972–1974) Wydziału Lekarskiego w Akademii, uzyskując w tym czasie (1973) tytuł profesora nauk medycznych. Na emeryturę przeszedł w 1982, pozostając jeszcze potem konsultantem radiologicznym w Dolnośląskim Centrum Gruźlicy i Chorób Płuc we Wrocławiu. W 1983 otrzymał honorowe członkostwo Polskiego Lekarskiego Towarzystwa Radiologicznego.
Prof. Tadeusz Kaniowski był autorem i współautorem ponad stu prac ogłoszonych w czasopismach naukowych (w tym podręczników Choroby wewnętrzne, 1977; Klinika chorób wewnętrznych, pod redakcją Edwarda Szczeklika, 1977; Radiologia, pod redakcją Stanisława Leszczyńskiego, 1984), promotorem ośmiu doktorantów. Odznaczony został m.in. Krzyżem Kawalerskim Orderu Odrodzenia Polski, Złotym Krzyżem Zasługi i Medalem Komisji Edukacji Narodowej.
Syn Tadeusza Kaniowskiego, Wojciech, jest profesorem we wrocławskiej Akademii Sztuk Pięknych im. Eugeniusza Gepperta.